# Nada (revista)
Nada: En defensa del espíritu fue una revista cultural independiente chilena publicada en el año 1936. Solo fueron publicados dos números antes de su desaparición por falta de financiamiento. Su objetivo era la difusión de la cultura en la ciudad de Rancagua. Fue una iniciativa del grupo de intelectuales autodenominados Los Inútiles. Su primer número fue publicado en septiembre de 1936, mientras que su segunda y última edición fue en octubre del mismo año. Destacó por su pensamiento crítico de la sociedad de la época, tanto en Chile como en el mundo.

## Historia

### Fundación
Luego del término por supuestos motivos de censura de Revista Oral, programa radial dedicado a la difusión de actividades culturales en Rancagua, el grupo literario Los Inútiles decidió continuar bajo otro formato la divulgación de actividades culturales e intelectuales en la ciudad.

### Ediciones
El primer número fue publicado en septiembre de 1936. El número inicial constó de un pasquín de solo 4 páginas en el cual se incluía una declaración de principios sobre los objetivos de la revista, además de columnas de opinión, biografías de intelectuales, críticas literarias, poesía e incluso chistes antifascistas. En esta edición también fue incluido el poema inédito “Hora de la justicia” del poeta y también director de Nada Óscar Castro.
El segundo número fue editado en octubre de 1936 y aumentó su extensión a 6 páginas. Eta edición incluyó columnas de opinión críticas sobre la guerra y la actualidad nacional e internacional. Además incluyó, al igual que en el primer número, críticas literarias, biografías de intelectuales y poemas.

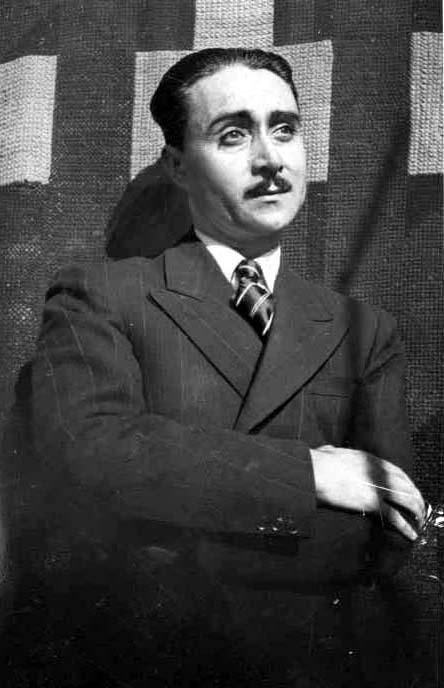
Óscar Castro. Director de Nada y miembro fundador de Los Inútiles.

### Distribución
La distribución de la revista fue de forma gratuita de una manera bastante particular. Las dos ediciones publicadas eran dejadas durante la noche bajo las puertas de las casas de la ciudad de Rancagua. En la página final del primer número fue insertado un recuadro con un mensaje (“¿Te soy grato? ¿Sí? No me botes, regálame a quien no me conozca”)  que pedía a los posibles lectores difundir el pasquín.

### Fin de la revista
El único avisador de la revista fue la librería “Ideal”, cuyo dueño era el anarquista Julio Barrientos quien además surtía de libros a bajo costo al grupo de Los Inútiles. Precisamente por el carácter independiente de la publicación y por la falta de financiamiento, la revista llegó a su fin luego de solo dos números editados.

### Colaboradores
En sus dos números, el director de la revista fue el escritor y poeta Óscar Castro Zúñiga. Algunos de los colaboradores más destacados que participaron en Nada también pertenecían a Los Inútiles. Entre ellos se cuentan el historiador, poeta y escritor Félix Miranda Salas y el escritor Gonzalo Drago Gac. Otros miembros del grupo literario Los Inútiles y del extinto Círculo de Periodistas de Rancagua fueron colaboradores en revista Nada. Entre estos destacan el periodista peruano Luis Aníbal Fernández, el poeta y dibujante Gustavo Martínez Sotomayor, Victor Phillips, Armando Loyola Fernández, Félix Ortíz de Zarate, Gustavo Vithar Miranda. También participaron "Herr Z.", "Rapuncel" y "Jaime De Alas", seudónimos que aún no han sido identificados.